# Szamuely Tibor (népbiztos)
Szamuely Tibor, írói álnevén: Tiborcz (másként: Szamuelly, született: Szamueli) (Nyíregyháza, 1890. december 27. – Bécsújhely közelében, 1919. augusztus 2.) kommunista politikus, újságíró, a Tanácsköztársaság idején hadügyi népbiztoshelyettes és közoktatásügyi népbiztos, a kommün terrorszervezetének vezetője. 

## A kezdetek
A zsidó származású Szamueli Lajos (bűdszentmihályi születésű) terménykereskedő és a nyíregyházi születésű Farkas Cecilia gyermekeként született. Apai nagyszülei Szamueli József és Burger Juliánna voltak. Öt fiútestvére volt: László, Zoltán, István, György és János.
Tanulmányait Győrött folytatta, majd 1908-ban érettségi vizsgát tett. 
Politikai pályáját a Magyarországi Szociáldemokrata Pártban kezdte. A Szabolcs Vármegye című lapban a munkásság helyzetét tárgyaló, harcos hangvételű cikkeket jelentetett meg. Újságírói tevékenységét a Népszavában folytatta és az egyik ott megjelent cikke miatt pert indítottak ellene, amely az elítélésével zárult. Ezt követően előbb Nagyváradon, majd Budapesten az Úttörő című antiklerikális hetilap munkatársa lett, segédszerkesztői pozícióban. 1913-ban ismét a Népszavánál tevékenykedett, ezúttal külföldi tudósítóként. 
1914-ben behívták katonai szolgálatra. 1915 májusában az orosz fronton hadifogságba esett.  Szibériába (Csita, Dauria) került, ahol nyelvet is tanult. A hadifoglyok között a militarizmus ellen agitált és egyben szocialista propagandát folytatott. 1918 januárjától Moszkvában tartózkodott, ahol többek között Kun Bélával megpróbálta rábírni a hadifoglyokat az oroszországi forradalom védelmére. Emellett tagja volt a hadifoglyok ügyeit intéző Központi Bizottságnak is. Március 24-től ő lett a magyar hadifoglyok kommunista csoportjának politikai megbízottja. Április 14-től 18-ig – az ülés ideje alatt – részt vett a küldöttértekezleten. 1918. április 3-tól Kun Bélával közösen megjelentette a Szociális Forradalom című kommunista lapot.
Több magyar tisztet – akik a propaganda hatására sem voltak hajlandók belépni az orosz vörös gárdába – már oroszországi tartózkodása során kivégeztetett.
1919. január 3-án tért vissza Magyarországra (Budapestre), és tagja lett a Kommunisták Magyarországi Pártja Központi Bizottságának, valamint bekerült a Vörös Ujság szerkesztői bizottságába. 
1919. február 20. után illegalitásba vonult, s az illegalitásban működő Központi Bizottság tagjaként (is) tevékenykedett, illetve részt vett a párt védelmére alakított rendezőgárda szervezésében. Szerelmi kapcsolatra lépett Goszthony Mária arisztokrata származású festővel, aki bújtatta az illegalitásban. Később összeházasodott Szilágyi Jolán grafikusművésszel.

## A Tanácsköztársaság alatt

Szamuely 1919-ben

A Tanácsköztársaság kikiáltása után számos pozíciót töltött be. Megbízták a hadügyi népbiztoshelyettes, a közoktatásügyi népbiztos tisztségek ellátásával, valamint ő volt a lakásbizottság vezetője és a rokkantügyek intézője is. Április 20-án kinevezték a budapesti hadseregcsoport politikai megbízottjának.
1919. április 23-án kiadott parancsában a következőket jelentette ki:
A Forradalmi Kormányzótanács (…) megbízott azzal, hogy úgy a fronton, mint a front mögött a rendet és a fegyelmet biztosítsam. Feladatom megvalósítására rendelkezésemre áll minden eszköz, és én élni is fogok ezekkel az eszközökkel, ha ennek szükségessége merülne fel. (…) A proletariátus osztály ellenségeihez, a burzsoáziához nem fordulok semmiféle kéréssel, csak azt szeretném, ha ezeket a szavakat vésné emlékezetébe: aki a proletariátus hatalma ellen emeli fel a kezét, aki nyílt vagy rejtett úton ellenforradalmat szít vagy elősegít, illetve elhallgat, aki a Forradalmi Kormányzótanács és a Hadsereg Főparancsnokság minden rendelkezését végre nem hajtja, az a saját halálos ítéletét írja alá. Az ítélet végrehajtása a mi feladatunk.

Szolnok, 1919. április 23., Szamuely Tibor
 a keleti hadsereg rögtönítélő törvényszékének elnöke.
A nagyszabású, orosz mintát idéző május 1-jei ünnepség megszervezésével is őt bízták meg. A Tanácsköztársaság fegyveres harcai során részt vett Szolnok 1919. május 3-i visszafoglalásában. Még ebben a hónapban Moszkvába repült, ahol Leninnel tárgyalt. Innen május 31-én tért vissza Lenin üzenetével és útmutatásával.

## A vörösterror

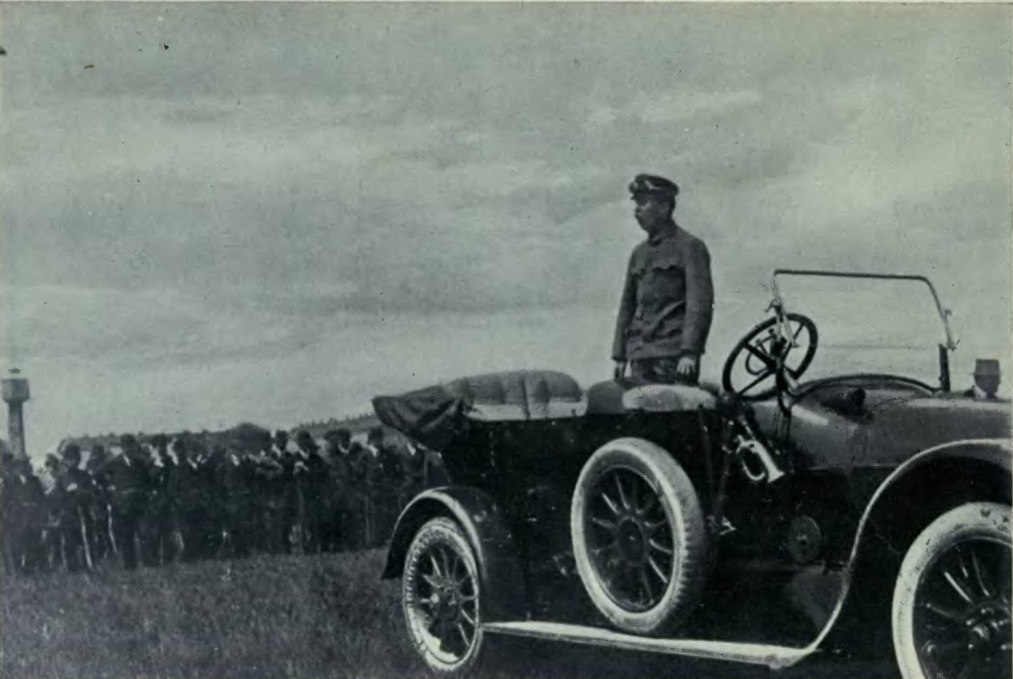
Szamuely beszédet mond

A Tanácsköztársaság ideje alatt erőszakos jellegükben az oroszországi eseményekhez hasonló atrocitások történtek. Ezek nem maradtak ideológiai megalapozás nélkül, amit főképp Szamuely Tibor és Lukács György népbiztosok végeztek.
Április 20-án elhangzott beszédében Szamuely a következőket mondta:
A hatalom a kezünkben van. Aki azt akarja, hogy visszatérjen a régi uralom, azt kíméletlenül fel kell akasztani. Az ilyennek bele kell harapni a torkába. A magyarországi proletariátus eddigi győzelme nem került különösebb áldozatokba. Most azonban szükség lesz arra, hogy vér ömöljön. A vértől nem kell félni. A vér – acél: erősíti a szívet, erősíti a proletár öklöt. Hatalmassá fog tenni bennünket a vér. A vér lesz az, mely az igazi kommünvilághoz elvezet minket. Ki fogjuk irtani, ha kell az egész burzsoáziát!

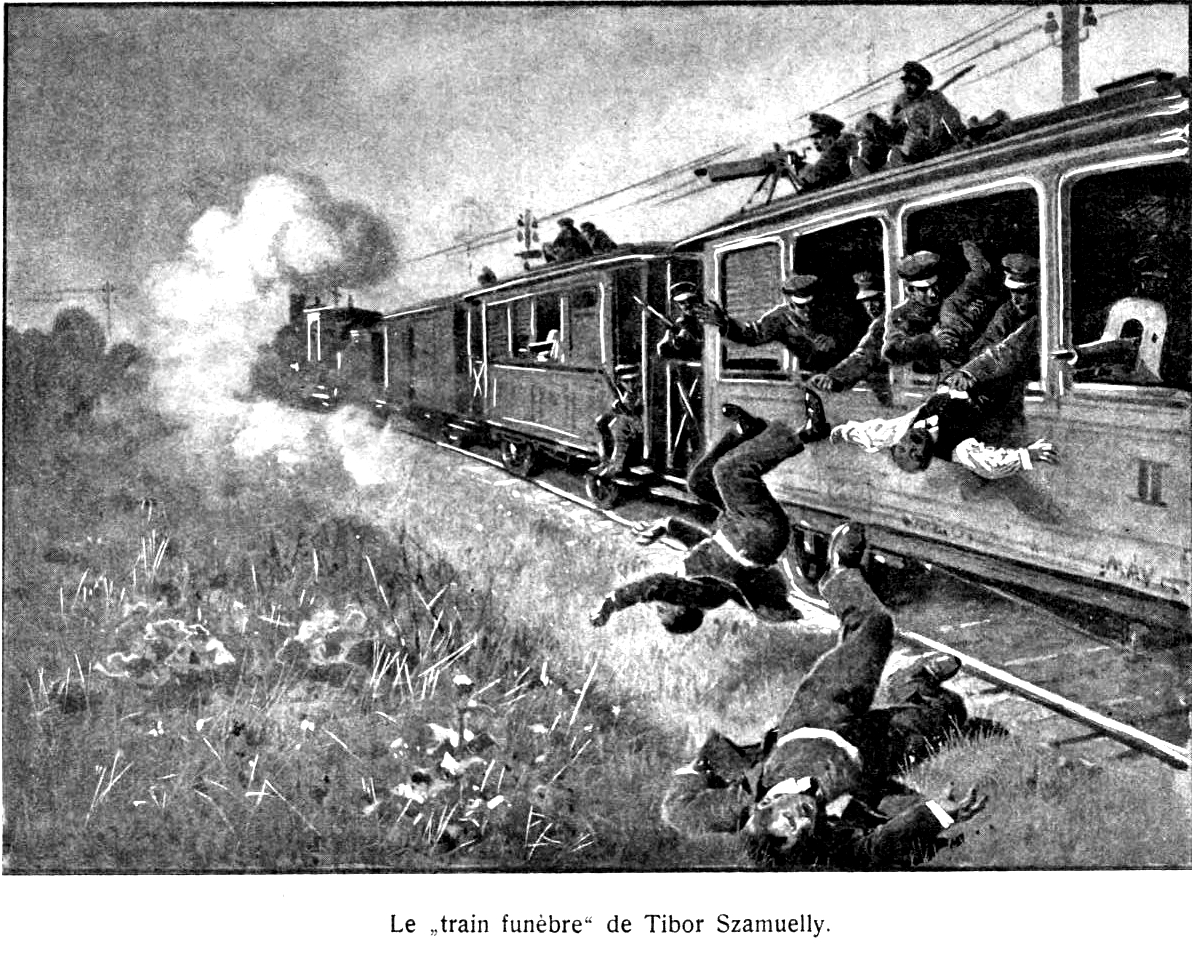
Armand Lebrun La dictature du prolétariat les ravages du bolchévisme en Hongrie című művének illusztrációja a halálvonatról

Szamuely és a vele egy véleményen lévők terrorkülönítményt állítottak fel, akik „Lenin-fiúk”-nak nevezték magukat. Ez a terrorcsoport gyakran együttműködött a Cserny József vezette terrorbrigáddal, a Vörös Őrséggel. Hírhedt páncélvonatukon járták az országot, és mindenütt felléptek, ahol a tanácsrendszert veszélyeztető megmozdulásokat sejtettek.
A vörösterror halálos áldozatainak számát 300-600 közé teszik különféle források, dr. Váry Albert 1922-ben kiadott, A vörös uralom áldozatai Magyarországon c. könyve 590 halálos áldozatot dokumentál. Számos bűntényről maradt fenn beszámoló.
E félig-meddig reguláris vörös osztagok (a Lenin-fiúk csak egy volt ezek közül, de Csernyékkel együtt a leghírhedtebb) tevékenysége miatt – az új rend vélt vagy valós ellenségeivel szemben alkalmazott szervezett erőszak tekintetében – a Forradalmi Kormányzótanács megosztott volt. A szociáldemokrata politikusok nagy részében ezek az intézkedések kezdettől fogva félelmet ébresztettek, és még Kun Béla is attól tartott, hogy kicsúszik a kezéből az irányítás. Végül április végén – főleg a szociáldemokraták hatására – minden „politikai terrorcsapat vagy más elnevezés alatt működő külön csapat” lefegyverzése mellett döntöttek:
A törvények és rendeletek ellenére végrehajtott ítéletek és elsősorban azok a minősíthetetlen gyilkosságok, amelyeket egyesek, vagy a kormánytól nem engedélyezett, sem a hadsereghez, sem a Vörös őrséghez nem tartozó szabadcsapatok vagy önkényeskedők követtek el: bűnös cselekmények voltak elsősorban a forradalom törvényei ellen, ezek a forradalom tisztaságát mocskolták be, ezekért a forradalom és forradalmárok felelősséget nem vállalnak.
Böhm ellen, fenti nyilatkozta miatt merényletet tervezett.
Ennek ellenére Szamuely még május 3-án is folytatta Szolnokon a terrort. Legfiatalabb szolnoki áldozatát, a 16 éves Mellinger Edét például azért végezte ki, mert édesapja kivégzése után ezt mondta neki: „maga nem bíró, hanem vadállat!”
Szamuely és halálvonata Szolnokról Abonyba távozott, ahol a terror további áldozatokat követelt:
Szamuely Szolnokról különvonatával ért Abonyba, ahol 3-án délután a helyi ellenforradalmi megmozdulás leveréséhez fogott. Egy régi-új vörösőr, Csibrán József is színleg a nemzetőrök közé állt, a vöröskatonából avanzsált nemzetőr azonban nem bizonyult állhatatosnak, Szamuely parancsára készségesen összeállította a nemzetőrök névsorát. Ennek alapján láttak munkához a Lenin-fiúk. Többek között elfogták Sarudi Battik Béla orvostanhallgató tartalékos főhadnagyot, a fegyveres megmozdulás egyik vezetőjét is. Egyenesen Szamuely vonatirodájába vitték, ahol öt perc alatt döntöttek sorsáról. Itt vörös parancsnoki tisztséget kínáltak fel neki, ami szinte példa nélküli a vörösterror korszakából. Miután ezt elutasította, kötél általi halálra ítélték. Az ítélet végrehajtását a Debrecenből érkezett, igen aktív Lenin-fiú, bizonyos Stern Mózes vállalta magára. A Ceglédre vezető országút (a mai 4-es számú főút) szélén álló fához vitték, s mielőtt az áldozat lába alól kirúgták a széket, megkérdezték, hogy van-e utolsó kívánsága. A válasz igen büszke volt: „Úrnak születtem, úrként halok meg!” Miután kiszenvedett, még holtában is ütlegelték, ruháit ellopták, és este tízig hagyták tetemét az akasztófán. Szamuely különvonata többek között május 4-én is Abonyban, a tározóvágányon állt, innen gépkocsin indult reggel Szolnokra rögtönbíráskodni. Indulás előtt az abonyi letartóztatottak közül két férfit ítélt még halálra. A hóhér ezúttal is Stern Mózes volt. Piros Jenő 37 éves kereskedőt és K. Molnár István 36 éves földművest akasztották fel ugyanarra a fára, amely előző napon Sarudi Battik Béla vesztőhelye volt. Miután Piros Jenő kiszenvedett, bajtársával, K. Molnár Istvánnal vétették le a fáról, hogy ő kerüljön a helyére. Ezt követően Stern követte főnökét Szolnokra, hogy ott is ellássa véres munkáját.

## Halála
A proletárdiktatúra bukása után, 1919. augusztus 2-án (egy embercsempész segítségével) Savanyúkútnál átlépte az osztrák határt. A hivatalos hírközlések szerint egy osztrák járőr Lichtenwörthben megállította, és ruházata átvizsgálásának elrendelése után ő a nála lévő pisztollyal mellbe lőtte magát. Hiába szállították a bécsújhelyi kórházba, az orvosok már nem tudták az életét megmenteni. 
Az elhunytnál talált készpénzt, egy pár négy briliánskővel ékesített kézelőgombot, egy ezüst Omega karórát, valamint egy Franz Krause névre szóló, Szamuely Tibor fényképével ellátott hamis ukrán útlevelet a bécsújhelyi rendőrség lefoglalta. Az osztrák és magyar határrendészet – Szamuely személyazonosságának megállapítása után – megegyezett, hogy a holttestét magyar területen temetik el. Ebben jelentős szerepet játszott az is, hogy a bécsújhelyi izraelita hitközség ellenezte az izraelita temetőbe való eltemetését. Ennélfogva földi maradványait Savanyúkútra szállították, ahol a temető árkába temették. 
A magyar kincstári jogügy-igazgatóság a Szamuely Tibor által a kincstárnak okozott kár fejében kártérítési pert indított az örökösök ellen, amit mindhárom fórumon megnyert. Ezért a halott mellett talált értéktárgyak a magyar kincstár tulajdonába kerültek. A magyar kormány utasítására és a savanyúkúti lakosság tiltakozása következtében, 1919. augusztus 14-én holttestét kihantolták, és a falu határában, egy jeltelen sírba temették. Az öngyilkosság tényét Bölöny József és Hubai László Magyarország kormányai 1848–2004 című kötete is megerősíti.
Kun Béla felesége, Gál Irén emlékirataiban írja, hogy Szamuely menekülése előtt szólt neki tervezett öngyilkosságáról:
Szamuely elbúcsúzott tőlünk. Nekem elárulta – miközben megmutatta zsebkendőbe rejtett kis revolverét –, hogy ha nem sikerül átjutnia a határon, inkább végez magával, mintsem a fehérek kezébe kerüljön.
Ennek ellenére a rettegett népbiztos öngyilkosságát nem mindenki fogadja el, illetve halálának körülményeiről is különbözőképpen tudósítottak. A Magyar életrajzi lexikon szerint például Szamuelyt meggyilkolták.
Haláláról a Magyar Távirati Iroda a következőket jelentette:
Szamuely Tibort, a volt tanácskormány egyik népbiztosát, Magyarországról való menekülése után, amikor osztrák területre ért, a csendőrség felismerte, letartóztatta és a legközelebbi őrsre kísérte. Szamuelyt Strohschneider osztrák kommunista segítette át a határon, s együtt tartóztatták le őket. Mialatt a csendőrség Strohschneidert, a közismert csempészt motozta, Szamuely revolvert rántott elő és mellbe lőtte magát. A golyó a hatodik borda alatt hatolt be és szívét érte.

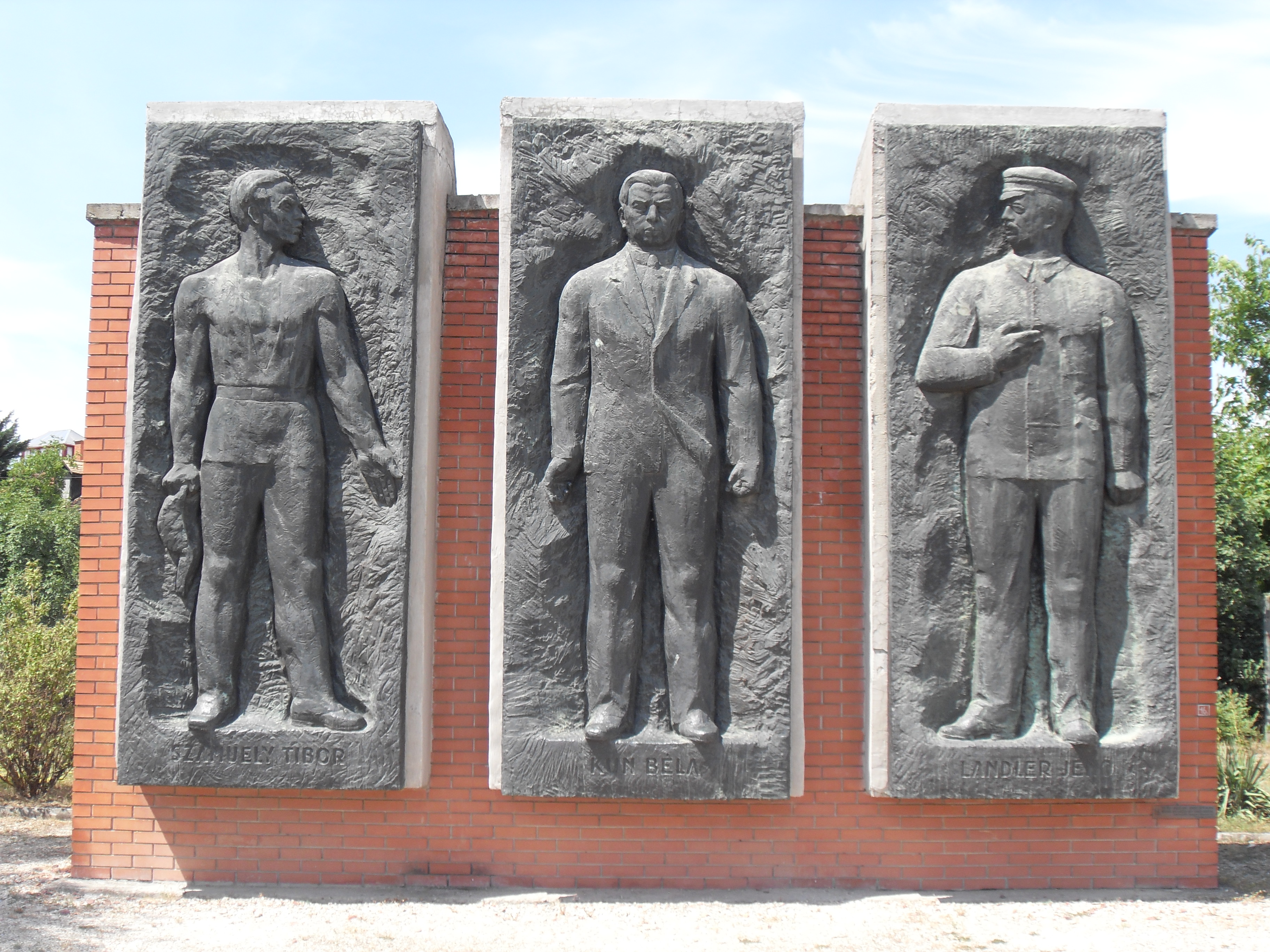
Kun Béla, Landler Jenő és Szamuely Tibor szobra, Memento Park szabadtéri múzeum, Budapest XXII. kerület

Augusztus 2-án délelőtt fél tizenegykor a bécsi francia főmegbízott a következő távirati jelentést küldte Stephen Pichon külügyminiszternek:
Szamuelyt, a terrorista népbiztost tegnap, határátlépés közben tartóztatták le. Golyót eresztett a fejébe; ma halt meg a bécsújhelyi kórházban. Minden népbiztost, aki Ausztriába érkezik, hasonlóképpen le fognak tartóztatni, családtagjaikat pedig valamelyik alsó-ausztriai – valószínűleg a Morvaországhoz közeli Drosendorfban található – gyűjtőtáborba zárják.

## Emlékezete
- Budapest IX. kerületében 1953 és 1990 között az ő nevét viselte a mai Lónyay utca.
- Életéről 2021-ben dramatizált dokumentumfilm készült „A halál népbiztosa” címmel.[34]

## Művei
- Riadó. Válogatott forradalmi írások; bev. Kun Béla; A Szovjetunióban Élő Külföldi Munkások Kiadóvállalata, Moszkva–Leningrád 1933 (A "Sarló és Kalapács" könyvtára)
- Riadó. Válogatott cikkek és beszédek; bev. Kun Béla; Kossuth, Bp., 1957
- Szamuely Tibor ismeretlen cikkei; összeáll., bev. Fodor Oszkár; Tempó soksz., Bp., 1962
- Válogatott cikkek. 1908-1915; szerk., tan. Simor András, jegyz. Máthé Pál, bev. Szamuely Tiborné Szilágyi Jolán; Tankönyvkiadó, Bp., 1969
- Összegyűjtött írások és beszédek; sajtó alá rend., bev., függelék Simor András, közrem. Máthé Pál; Magvető, Bp., 1975
- Lukács György, Kun Béla, Szamuely Tibor: Zászlóbontás. KMP, 1918 (minikönyv), Kossuth Könyvkiadó, Budapest, 1978

## Kapcsolódó szócikk
- Fehérterror